# Survivor: Samoa
Survivor: Samoa es la decimonovena temporada del reality Survivor emitido por la cadena televisiva CBS. La misma fue estrenada en Estados Unidos el 17 de septiembre de 2009.

## Sumario de la temporada
En el primer capítulo del programa, los veinte participantes fueron divididos en dos tribus: Foa Foa y Galu. Basado sólo en apariencias, los participantes tuvieron que elegir a un líder, figura fundamental que, hasta la fusión de las tribus estaba encargado de tomar decisiones críticas en ciertos desafíos, decisiones dentro de las cuales estaba elegir a un miembro de su tribu para pasar el día en la tribu enemiga y obtener una pista para encontrar el ídolo de la inmunidad escondido luego de los desafíos de recompensa, si triunfaban.
Cuando el número de participantes descendió de veinte a doce, las tribus se fusionaron en una: Aiga, con una amplia mayoría de miembros de Galu (ocho) sobre Foa Foa (cuatro). A partir de entonces, cada miembro que era eliminado pasaba a formar parte de un jurado que decidiría la suerte de los finalistas, eligiendo al Único Sobreviviente.

## Participantes
| Participante                                | Tribu original | Tribu fusionada | Fin                                          | Total de votos |
| ------------------------------------------- | -------------- | --------------- | -------------------------------------------- | -------------- |
| Marisa Calihan 26 años, Ohio                | Foa Foa        |                 | 1.ª Expulsión Día 3                          | 7              |
| Mike Borassi 62 años, California            | Foa Foa        |                 | Removido por lesión Día 5                    | 0              |
| Betsy Bolan 48 años, Nuevo Hampshire        | Foa Foa        |                 | 2.ª Expulsión Día 6                          | 7              |
| Ben Browning 28 años, California            | Foa Foa        |                 | 3.ª Expulsión Día 8                          | 7              |
| Yasmin Giles 33 años, California            | Galu           |                 | 4.ª Expulsión Día 11                         | 8              |
| Ashley Trainer 22, Minnesota                | Foa Foa        |                 | 5.ª Expulsión Día 14                         | 9              |
| Russell Swan 42 años, Pennsylvania          | Galu           |                 | Removido por lesión Día 15                   | 0              |
| Elizabeth "Liz" Kim 33 años, Nueva York     | Foa Foa        |                 | 6.ª Expulsión Día 18                         | 5              |
| Erik Cardona 28 años, California            | Galu           | Aiga            | 7.ª Expulsión 1.er miembro del Jurado Día 21 | 10             |
| Kelly Sharbaugh 25 años, California         | Galu           | Aiga            | 8.ª Expulsión 2.º miembro del Jurado Día 24  | 4              |
| Laura Morett 39 años, Oregón                | Galu           | Aiga            | 9.ª Expulsión 3.er miembro del Jurado Día 27 | 5              |
| John Fincher 25 años, California            | Galu           | Aiga            | 10.ª Expulsión 4.º miembro del Jurado Día 30 | 7              |
| Dave Ball 38 años, California               | Galu           | Aiga            | 11.ª Expulsión 5.º miembro del Jurado Día 31 | 8              |
| Monica Padilla 25 años, California          | Galu           | Aiga            | 12.ª Expulsión 6.º miembro del Jurado Día 33 | 7              |
| Shannon "Shambo" Waters 45 años, Washington | Galu           | Aiga            | 13.ª Expulsión 7.º miembro del Jurado Día 36 | 6              |
| Jaison Robinson 28 años, Illinois           | Foa Foa        | Aiga            | 14.ª Expulsión 8.º miembro del Jurado Día 37 | 7              |
| Brett Clouser 23 años, California           | Galu           | Aiga            | 15.ª Expulsión 9.º miembro del Jurado Día 38 | 3              |
| Mick Trimming 33 años, California           | Foa Foa        | Aiga            | 3.er Lugar                                   | 4              |
| Russell Hantz 36 años, Texas                | Foa Foa        | Aiga            | 2.º Lugar                                    | 2              |
| Nathalie White 26 años, Arkansas            | Foa Foa        | Aiga            | Ganador Único Sobreviviente                  | 5              |

- Datos: Q1825840